# Dasychira nigroplagata
Dasychira nigroplagata är en fjärilsart som beskrevs av Bethune-Baker 1913. Dasychira nigroplagata ingår i släktet Dasychira och familjen tofsspinnare. Inga underarter finns listade i Catalogue of Life.